# 萧伦
萧伦（1912年1月3日—2000年11月15日），字纪常，男，四川郫县人，中国放射化学家。

## 生平
1933年至1939年就读于清华大学化学系，其间休学两年。1947年至1951年于美国伊利诺伊大学化学系学习，1948年获硕士学位，1951年获博士学位。
1956年回国任北京大学教授，中国科学院物理研究所研究员，同位素研究室副主任。1958年至1983年任中国科学院与核工业部（前身二机部）双重领导的原子能研究院研究员，同位素研究室主任。1983年至2000年任中国原子能研究院研究员、顾问，同位素研究所科技委主任，国家同位素工程中心工技委名誉主任，核工业总公司科技委高级顾问。1980年当选为中国科学院学部委员（院士）。
2000年11月15日因患血癌病逝于北京。